# Байкибашево
Байкибашево (баш. Байҡыбаш) — село в Караидельском районе Башкортостана, административный центр Байкибашевского сельсовета. Находится на реке Байки. Согласно переписи 2020 года население составляло 1096 человек.

## История
Жители говорят на байкибашевском говоре западного (мишарского) диалекта татарского языка, который охватывает мишарские села Караидельского, Балтачевского, Бирского и пр. районов северо-запада Башкортостана. По документам, первые служилые мишари были переведены на Осинскую дорогу в 1573 (по др. данным в 1598 г.) из Казанского и Воронежского уезда.
В дальнейшем мишари Осинской дороги распространяются на Восток, в Исетскую провинцию (ныне Челябинская и Курганская обл.), где дают начало эчкенской, сафакулевской и багарякской группам татар.
В 1798 г. на территории Башкирии было создано Башкиро-мещерякское войско, сходное по своему статусу с казачеством. В силу этого факта этноним мещеряк на территории Башкири приобретает сословное значение. Сами носители байкибашевского говора мещеряками или мишарами себя не считали, предпочитая называться «алатарами», от названия уезда, куда относились их предки. Действительно, байкибашевский говор «ц-кающий», что является особенностью татар Сергачского уезда Нижегородской губернии и Алатырского уезда Симбирской губернии.
В «Списке населенных мест по сведениям 1870 года», изданном в 1877 году, населённый пункт упомянут как деревня Байкибашева 1-го стана Бирского уезда Уфимской губернии. Располагалась при речке Байке, на Сибирском почтовом тракте из Уфы, в 90 верстах от уездного города Бирска и в 33 верстах от становой квартиры в селе Аскине. В деревне, в 168 дворах жили 1230 человек (614 мужчин и 616 женщин, мещеряки — 99,5%, русские), были 2 мечети, волостное правление, училище, 12 лавок, базары по понедельникам.
В 1932—1956 гг. — административный центр Байкибашевского района.

## Население
| 2002 | 2009  | 2010  |
| ---- | ----- | ----- |
| 1297 | ↗1346 | ↘1133 |

Национальный состав
Преобладающие национальности — татары (60 %), башкиры (34 %).

## Географическое положение
Расстояние до:
- районного центра (Караидель): 25 км,
- ближайшей ж/д станции (Щучье Озеро): 87 км.

## Религия
В селе есть мечеть.

## Известные уроженцы
- Корочкин, Пётр Георгиевич (12 февраля 1920 — 28 августа 1944) — командир дивизиона 139-го гвардейского артиллерийского полка (69-я гвардейская стрелковая дивизия, 52-я армия, 2-й Украинский фронт) гвардии капитан, Герой Советского Союза.
- Абузаров, Леонард Билалович  (30 июля 1947 — 13 октября 1985) — советский художник-живописец.